# En Tol Sarmiento
En Tol Sarmiento, también conocido como ETS o E.T.S. es un grupo de música vasco de ska, formado en 2005, en Yécora (Álava). A lo largo de su andadura, han realizado más de 400 conciertos por todo el País Vasco. Se caracterizan por ritmos y letras alegres y potentes directos. Sus letras, escritas tanto en castellano como en euskera, abordan diferentes temáticas. En la actualidad es la formación musical en euskera más escuchada, según la plataforma Spotify.

## Historia

### Unos comienzos difíciles
En Tol Sarmiento estaba compuesto en sus inicios por tres jóvenes locales que no llegaban a la mayoría de edad, siendo la formación original la siguiente: dos guitarras (Iñigo Etxezarreta y Rubén Campinún) y un batería (Floren Nuela). Sin embargo, pronto Rubén Campinún, también conocido como Campi, cambió la guitarra por el bajo para dar mayor musicalidad al grupo. El trío, influenciado por grupos como Kaotiko, La Polla Records, Kortatu, Piperrak, Boikot o Reincidentes, comienza a versionar canciones punk-rock. A los pocos meses, también empiezan a componer sus propios temas.
Entre 2006 y 2007 ofrecen varios conciertos por la Rioja Alavesa hasta que conocen a Bujo, trompetista de la zona, que se une a la banda. Esto supone un punto de inflexión para E.T.S., ya que empezará a introducir el género que llevará por bandera a partir de entonces: el Ska. Al año siguiente, en 2008, el grupo autoproduce Vendimia seleccionada (2008), un disco-maqueta con 6 canciones que, debido a las pocas copias que se produjeron, se ha convertido en una pieza muy difícil de encontrar.
En 2009 se une al grupo Javier Lucas, al trombón, cerrando la configuración del quinteto riojano-alavés: guitarra, batería, bajo, trombón y trompeta. Por motivos profesionales Bujo abandona el grupo en 2011 y entra en su lugar Rubén Terreros a la trompeta. Cabe recordar que entre 2009 y 2010 se unió a la banda el saxofonista Luko pero, al igual que Bujo abandonó el grupo por temas personales.

### Primeros éxitos
Tras realizar numerosos conciertos por Rioja Alavesa la productora Baga Biga se fija en ellos y editan con dicha compañía su siguiente trabajo, Hacia la luna (Baga Biga, 2012). Este trabajo se graba en los estudios Sonovision Rock Lab (Logroño) con Dan Diez como técnico. El grupo empieza a trabajar con la discográfica Baga Biga y al mismo tiempo, sus canciones comienzan a escucharse por todo Euskal Herria. Por otro lado, la banda comienza a salir fuera de la zona de la Rioja Alavesa ofreciendo un directo potente y fiestero. Poca poco van creciendo sus seguidores, generalmente público joven. El sencillo de este disco, llamado Musikaren doinua, se convierte rápidamente en un éxito, siendo en la actualidad una canción versionada por numerosas verbenas, pasando así a ser parte de la tradición musical en euskera.

### Consolidación
Tras una gira de más de 50 conciertos, el grupo vuelve a editar otro disco de la mano de Baga Biga. Zure mundua, (Baga-Biga, 2014) se graba en los Estudios Higain de Usúrbil, Guipúzcoa, con Haritz Harreguy. El grupo comienza a hacerse un hueco en el panorama musical euskaldun y su legión de seguidores aumenta. Entre los directos de la banda de ese año, cabe destacar el multitudinario concierto ofrecido en las fiestas de la Virgen Blanca de Vitoria o el del Araba Euskaraz, para el que compusieron la canción del festival, Piztuko dugu euskara.
En noviembre de 2015 editan su tercer trabajo discográfico, Beldurrik ez (Baga-Biga, 2015). Este disco, que supone el primer trabajo íntegramente en euskera de la banda, se graba en los estudios SONIDO XXI de Galar, Navarra con Javier San Martín como técnico. Beldurrik ez supone un punto de inflexión en la trayectoria musical de la banda no solo por el uso del euskera sino por la evolución del grupo en cuanto a profundidad de las letras y un parcial abandono del ska festivo que les había caracterizado en sus anteriores trabajos. El grupo presenta este trabajo en la Feria del Libro y del Disco de Durango y entra en la lista de los diez discos más vendidos.

### Descanso creativo
Después de dos años de gira (Beldurrik ez Tour y Eutsi Tour), en 2017 el grupo saca a la luz su quinto trabajo, Ametsetan, también con la discográfica Baga-Biga. Este se compone de dos partes; Por un lado, un directo en formato audio y DVD grabado en fiestas de Vitoria de 2017 delante de 10.000 personas y por otro, un documental de 55 minutos que explica la vida del grupo. De esta manera ETS hace un repaso de lo que han sido sus 12 años de historia. En verano de 2018 la agrupación alavesa inicia la gira Zein Erraza Tour, que se prolonga hasta 2019, momento en el que la banda anuncia su intención de publicar un nuevo disco; Aukera Berriak. Durante dicha gira el quinteto alavés fue el elegido para componer la canción del festival Herri Urrats ,celebrado en mayo de 2019 en Senpere.

### Nuevos sonidos y consagración
A finales de 2019 el grupo presenta su sexto trabajo Aukera Berriak, (Baga-Biga, 2019) materializando por fin el cambio que prometió dos años antes. Bajo la producción de Pello Reparaz e Íñigo Etxezarreta este disco se graba en Bayona con Paxkal Etxepare. En este trabajo el grupo experimenta con nuevos sonidos siendo un éxito de crítica y público.

### Reinvención tras el Covid-19
La llegada del Coronavirus significó la cancelación de más de 20 conciertos programados en un momento en el que el quinteto empezaba a postularse como una de las bandas más importantes del panorama musical vasco. Durante el confinamiento fue publicado un videoclip llamado Zurekin batera, en el que, con un estilo muy alejado del estilo habitual de la banda, Iñigo Etxezarreta cantaba una letra reflexionando sobre la importancia de las relaciones personales tras la llegada de la pandemia.
Tras el éxito de este single, ETS publica otra canción llamada Egingo dugu eztanda, igualmente con el coronavirus de fondo pero esta vez con una letra y una música más esperanzadoras. Pese a la cancelación de la gira, la banda decide dar un giro de 180 grados a su formato habitual y se embarca en una gira por teatros por toda la geografía de Euskal Herria colgando el cartel de "no hay entradas" en lugares tan emblemáticos como el Teatro Campos Elíseos en Bilbao, Teatro Principal en Vitoria o el Teatro Maravillas en Madrid. Tras el éxito de esta gira, el grupo catalán Buhos realizó una versión en catalán del tema Zurekin batera, llamada T'he Trobat a Faltar, y ETS hizo la versión en euskera de la canción Volcans, del grupo catalán anteriormente mencionado.

### Hegemonía en el panorama musical euskaldún
En diciembre de 2022 se estrena Guretzat. Un disco que, además de ratificar a ETS como el grupo más exitoso en lengua vasca de la última década, marca un antes y un después en la producción musical en la historia de la música en este idioma.

### Apertura al resto de España
En enero de 2023 Floren abandona el grupo por motivos personales y ocupa su lugar Alex Alonso. Tras llenar todas las salas de la gira en Euskal Herria el grupo decide dar un paso hacia delante y probar nuevas salas en Madrid y Barcelona así como en festivales como el Viñarock. En diciembre de 2023 ETS anuncia un concierto para celebrar el 20 aniversario de la banda programado para el 22 de marzo de 2025 en el Bilbao Exhibition Centre. Tras agotarse las entradas en menos de una hora el grupo alavés anuncia la ampliación del espectáculo a los días 15 y 21 del mismo mes, vendiendo todas las entradas en cuestión de horas. En total 45.000 entradas, una cifra que marca un hito en la historia de la música euskaldún. El espectáculo, llamado 20 Urte Zure Eskutik, contará con un reparto de colaboradores de gran renombre así como un despliegue tecnológico y visual nunca antes visto en un grupo de lengua vasca.
El día 22 de marzo se retransmitió en directo en Euskal Irrati Telebista alcanzado la cifra de 336.000 espectadores, con una cuota de pantalla del 12,3% marcando así un nuevo récord en la historia de la música en directo en Euskera . 

## Curiosidades
- En agosto de 2015, un estudio realizado por la plataforma musical Spotify señaló a En Tol Sarmiento como el grupo más escuchado por los menores de edad del País Vasco. En 2021 fue el grupo en euskera más escuchado en dicha plataforma.[14]

- La mayoría de los miembros del grupo son aficionados al Fútbol hasta el punto de llegar a componer un tema llamado "En la grada", una oda a este deporte que ha sido utilizada por equipos como el Alavés o la Sociedad Deportiva Logroñés entre otros equipos para arengar a sus aficionados durante sus partidos como locales. En primavera de 2017 el grupo viajó a Madrid a tocar en la final de la Copa del Rey para apoyar al Alavés frente al Fútbol Club Barcelona.[15]

- A comienzos de 2023, tras superar la barrera de los 200.000 oyentes mensuales en Spotify, ETS se convierte en la banda en euskera más streameada de la historia.[16]
- Los 3 conciertos en el BEC programados para marzo de 2025 están considerados como el mayor evento musical de la historia en euskera.[17]

## Miembros

### Formación actual
- Iñigo Etxezarreta (voz y guitarrista)
- Rubén Campinún (bajo)
- Alex Alonso (batería)
- Javier Lucas (trombón)
- Gari (piano)
- Rubén Terreros (Trompeta)

## Discografía
- Vendimia seleccionada (Autoproducido, 2008)
- Hacia la luna (Baga-Biga, 2012)
- Zure mundua (Baga-Biga, 2014)
- Beldurrik ez (Baga-Biga, 2015)
- Ametsetan (Baga-Biga, 2017)
- Aukera Berriak (Baga-Biga, 2019)
- Guretzat (Baga-Biga, 2022)

## Otras publicaciones
- Araba Euskaraz (2022)
- We are gara gu (2022)
- Erein, Landatu, Zabaldu (2018)
- Zein Erraza (2018)
- LK Herri Urrats (2019)
- Zurekin Batera (2020)
- Egingo dugu eztanda (2020)
- Sumendiak (versión de la canción «Volcans», de Buhos) (2022)
- Zure Eskutik (2024)
- Abendua (2025)

## Premios y reconocimientos
- 2023 Premio +Impacto, Premios Álava en Positivo, del Diario Noticias de Álava.[18]